# Seidel & Naumann
Seidel & Naumann var en symaskin- och skrivmaskinstillverkare i Dresden. 
Seidel & Naumann grundades 1868 av Bruno Naumann i Dresden. Han drev företaget tillsammans med affärsmannen Emi Seidel. 1884 tillverkade företaget sina första symaskiner, till en början på licens från Singer. 1887 följde cykelproduktion. 1899 ställde man om produktionen till skrivmaskiner. Efter Naumanns död 1903 fortsatte företaget under namnet Seidel & Naumann med skrivmaskinen "Erika" som en av sina mest framgångsrika produkter. Företaget var ett av Dresdens största företag. Under andra världskriget bombades fabrikanläggningarna i Dresden. Efter kriget förstatligades företaget och omvandlades till VEB Schreibmaschinenwerk Dresden. Tillverkningen fortsatte fram till 1990, från 1980 var man en del av Kombinat Robotron.